# Charles Gunn
Charles Edward James "Charlie" Gunn (Londres, 14 d'agost de 1885 - Chichester, West Sussex, 30 de desembre de 1983) fou un atleta anglès, especialista en marxa atlètica, que va competir a començaments del segle xx.
El 1920 va prendre part en els Jocs Olímpics d'Anvers, on disputà dues proves del programa d'atletisme. En els 10 km marxa guanyà la medalla de bronze, mentre en els 3 km marxa fou desè.

## Millors marques
- 10 km marxa. 48' 22.0" (1920)[1]